# Strada statale 71 (Polonia)
La strada statale 71 (sigla DK 71, in polacco droga krajowa 71) è una strada statale polacca che attraversa il Paese da Łódź a Rzgów.